# Korol i Šut
Korol i Šut (rusky Король и Шут; v překladu Král a šašek) byla ruská rocková skupina z Petrohradu. Byla řazena k žánru horror punk nebo shock rock. Vznikla roku 1988, pod názvem Kontora. Název Korol i Šut přijala v roce 1999. Zanikla v roce 2014. Hlavní a zakládající osobností a hlavním zpěvákem byl Michail "Goršok" Goršeněv, jehož smrt v důsledku dlouhodobé závislosti na heroinu a alkoholu roku 2013 vedla k zániku skupiny. Druhým zpěvákem byl Andrej "Kňjaz" Kňjazev, který se ke kapele připojil v roce 1989 a psal i velkou část textů. Ten odešel v roce 2011 a založil si vlastní skupinu Kňjaz. Zbylí členové kapely si v roce 2014 založili novou skupinu Severnyj flot. První oficiální desku, Kamnem po golove, skupina nahrála roku 1996. Texty skupiny, hlavně ty Kňjazevovy, obsahovaly hororové příběhy, pověsti o pirátech, trollech, přízracích, upírech a také slovanskou mytologii. Mnohým nechyběl černý humor. Členové kapely při vystoupeních užívali make-up inspirovaný klasiky horror punku, americkou skupinou Misfits. V roce 2010 kapela vystoupila v Česku, v Retro Music Hall v Praze, na plakátem byl anglicizovaný název kapely Korol i Shut a byla zde označena za "nejslavnější punkovou skupinu východní Evropy".